# 그녀가 모르는 그녀에 관한 소문
《그녀가 모르는 그녀에 관한 소문》(영어: Rumor Has It, 미국에서는 영어: Rumor Has It...으로 표현)은 미국, 독일, 오스트레일리아에서 제작된 롭 라이너 감독의 2005년 로맨틱 코미디 영화이다. 제니퍼 애니스턴, 케빈 코스트너, 셜리 매클레인, 마크 러펄로 등이 출연하였고, 폴라 와인스틴 등이 제작에 참여하였다. 이 영화는 영화 《졸업》(1967)의 원작인 찰스 웨브의 1963년 동명 소설로부터 영향을 받았다. 이 영화는 평론가들로부터 부정 평가를 받았으며, 박스 오피스 성적도 저조하였다.

## 줄거리
1997년. 뉴욕 타임스의 부고 및 결혼 발표 담당 기자 세라는 사망한 어머니 조슬린이 결혼식 일주일 전 고등학교 동창 보 버로스와 카보산루카스로 도망친 적이 있으며 보 버로스는 소설 "졸업"의 작가 찰스 웨브의 친구이기도 하다는 사실을 알게 된다.
변호사인 세라의 약혼자 제프는 세라의 부모님이 결혼하고 9달이 채 못 되었을 때 세라가 태어났다는 사실을 지적한다. 세라는 보가 자신의 친부일 가능성을 추정하는 동시에 외할머니 캐서린이 "졸업"에 나오는 "로빈슨 부인"의 모델이 아닌가 의심한다.
세라는 샌프란시스코로 날아가 실리콘 밸리 갑부가 된 보를 만난다. 보는 세라의 어머니, 외할머니 모두와 성관계를 했음을 인정하지만 고등학교 시절 축구 시합에서 고환에 외상을 입어 불임이 되었기 때문에 세라의 친부일 가능성은 없다고 설명한다.
보와 술자리를 갖게 된 세라는 다음 날 하프문베이에 위치한 보의 집에서 깨어난다. 세라는 이로써 자신이 보 버로스와 잠자리를 함께 한 삼 대째가 되었다는 사실을 깨닫는다.

## 출연진
- 제니퍼 애니스턴 - 세라 허틴저 역
- 케빈 코스트너 - 보 버로스 역
- 셜리 매클레인 - 캐서린 리셜루 역
- 마크 러펄로 - 제프 데일리 역
- 리처드 젱킨스 - 얼 허틴저 역
- 크리스토퍼 맥도널드 - 로저 맥매너스 역
- 스티브 샌드보스 - 스콧 역
- 미나 서바리 - 애니 허틴저 역
- 마이크 보걸 - 블레이크 버로스 역
- 캐시 베이츠 - 미치 이모 역
- 조지 해밀턴 - 본인 역

## 기타 제작진
- 공동 제작: 프랭크 캐프라 3세
- 배역: 재닛 허션슨, 제인 젱킨스
- 미술: 토머스 E. 샌더스
- 의상: 킴 배럿